# シグルズル・ブレイズフョルズ

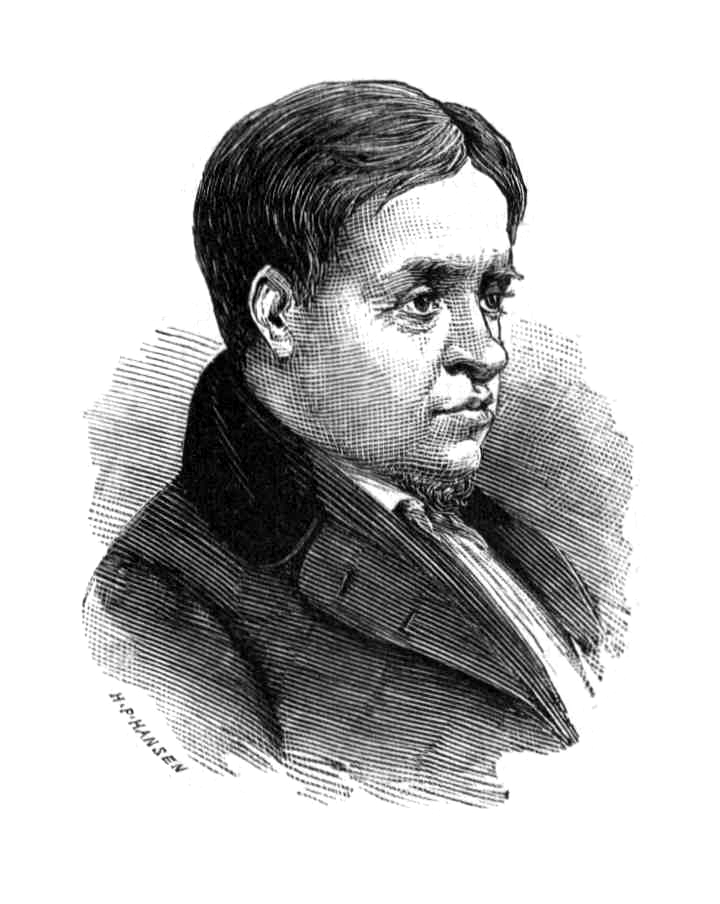
ブレイズフョルズの死後にヘルギ・シグルズソン (Helgi Sigurðsson) が記憶を元に描いた鉛筆画。

シグルズル・ブレイズフョルズ（アイスランド語: Sigurður Breiðfjörð、1798年3月4日 - 1846年）は、アイスランドの詩人。
コペンハーゲンで4年間桶樽作りを学び、アイスランドとグリーンランドで樽職人として働いた。ルイムル (rímur) 詩で知られる、多作で人々に親しまれた伝統的詩人で、代表作に『Núma rímur（ヌマ・ルイムル）』などがある。